# Haut Enseignement Commercial pour les jeunes filles
Az Haut Enseignement Commercial pour les jeunes filles (gyakrabban HEC Jeunes Filles), egy francia felsőfokú kereskedelmi és menedzsment iskola, amely nők számára fenntartott, és 1916 és 1975 között működött. A HECJF egy államilag elismert képesítés Franciaországban. Az oklevél lehetővé tette a közgazdasági és gazdálkodási ismeretek oktatását az általános iskolákban, és kreditet biztosított a könyvelői pályához.
Eredetileg EHEC néven az iskola felszabadulása után a HEC Jeunes Filles nevet kapta.
HECJF, és 1975-ben a HEC Paris vette fel.
2013. január 1. óta a HECJF Alumnae a HEC Alumni teljes jogú tagja.

## Híres diplomások
- Édith Cresson,  francia közgazdász, politikus, az Ötödik Francia Köztársaság 12. miniszterelnöke

## Külső hivatkozások
- Hivatalos oldal